# Coyame del Sotol
Coyame del Sotol község Mexikó északi részén, Chihuahua államban. Lakossága 2010-ben 1681 fő volt, a községközpontban, Santiago de Coyamében 709-en éltek. Mivel területe igen nagy, 11 651 km², így népsűrűsége mindössze 0,14 fő/km², ezzel Mexikó összes községe közül Coyame del Sotol a legritkábban lakott. Neve az apacs nyelvű Coyame szóból származik, mely egy itteni patak neve, 2000-ben pedig hozzátetteék a Sotol szót, ami a környék jellegzetes alkoholos itala, a sotol nevéből ered.

## Fekvése
A nagy területű község az ország északi részén, Chihuahua északkeleti részén fekszik, közel az USA határához. Teljes területét hegyvidék borítja, legnagyobb részén 1000–1500 m-es tengerszint feletti magasságú vonulatokkal, de néhány csúcsa 2000 m fölé is emelkedik. Az éghajlat sivatagos (igen forró, de fagyok is előfordulnak), a csapadék kevés (legfeljebb 200–400 mm), ennek megfelelően állandó folyója nincs is, csak időszakos vízfolyások, melyek közül a legjelentősebbek a Los Empleados, a Las Ánimas, az El Acebuche, az El Huérfano, a La Bonita, az El Paradero, az El Carrizo, az Arroyo Grande, a Rancherías, az El Jabalí és a Rómulo. A terület 85%-a vadon növő bozótokkal borított vidék, 14%-a legelő, növénytermesztésre mindössze 0,4%-át hasznosítják.

## Népesség
A község lakóinak száma a közelmúltban folyamatosan csökkent, majd az utóbbi években újra nőtt. A változásokat szemlélteti az alábbi táblázat:
| Év   | Lakosság |
| ---- | -------- |
| 1990 | 2262     |
| 1995 | 2114     |
| 2000 | 1708     |
| 2005 | 1453     |
| 2010 | 1681     |

## Települései
A községben 2010-ben 106 lakott helyet tartottak nyilván, de elsöprő többségük igen kicsi: 97 településen 10-nél is kevesebben laktak. A jelentősebb helységek:
| Település                          | Lakosság (2010) |
| ---------------------------------- | --------------- |
| Santiago de Coyame (községközpont) | 709             |
| San Pedro                          | 235             |
| La Paz de México                   | 184             |
| Cuchillo Parado                    | 124             |